# 扎韋列日耶湖
55°55′44″N 29°59′21″E / 55.92889°N 29.98917°E
扎韋列日耶湖（俄语：Завережье），是俄羅斯的湖泊，位於該國西北部，由普斯科夫州負責管轄，處於涅韋爾區，面積6.7平方公里，集水區面積121平方公里，平均水深2.5米，最大水深10.3米。